# Legio XII Victrix
Die Legio XII Victrix („12. siegreiche Legion“) war eine Legion der spätantiken römischen Armee.
Die Legion wurde vermutlich von einem Gegenkaiser des Imperium Galliarum (260–274) ausgehoben. Nach einer eher spekulativen Theorie soll Victorinus die Legio XII Victrix aufgestellt haben, um die übergelaufene Legio VIII Augusta zu ersetzen. Doch ist auch eine Aufstellung durch Constantius I. (293/305–306) möglich.
Die Legion ist nur durch wenige Ziegelstempel aus Horburg und Koenigshoffen bei Straßburg bekannt, die ins 3./4. Jahrhundert datiert wurden. Sie wurde vermutlich als Limitanei (Grenzlegion) eingesetzt.
Möglicherweise erfolgte ihre Auflösung bereits 274 nach der Wiedereingliederung des Imperium Galliarum in das Gesamtreich. Nach anderer Meinung wurde die Legion im frühen 4. Jahrhundert aufgelöst.